# Alfred Cardew Dixon
Alfred Cardew Dixon, premier baronnet de Warford (22 mai 1865 - 4 mai 1936) est un mathématicien anglais.

## Biographie
Dixon naît le 22 mai 1865 à Northallerton, dans le Yorkshire. Il étudie à l'université de Londres où il obtient une maîtrise. Il entre au Trinity College de Cambridge en 1883 et majore sa promotion (Senior Wrangler) au Mathematical Tripos en 1886. En 1888, Dixon reçoit le deuxième prix Smith et est recruté comme Fellow au Trinity College. Il soutient son doctorat en sciences à l'université de Cambridge en 1897. Il devient professeur de mathématiques au Queen's College de Galway de 1893 à 1901. En 1901, il est nommé à la chaire de l'université Queen's de Belfast, qu'il occupe jusqu'en 1930, date à laquelle il devient professeur émérite.
Dixon est élu membre de la Royal Society en 1904, et après avoir pris sa retraite de l'université Queen's, il devient président de la London Mathematical Society de 1931 à 1933. L'université Queen's lui décerne le diplôme honorifique de D.Sc. en 1932.

## Travaux de recherche
Dixon est d'abord connu pour ses travaux sur les équations différentielles. Il travaille très tôt sur les équations intégrales de Fredholm indépendamment de Fredholm. Il étudie aussi bien les équations différentielles ordinaires que les équations aux dérivées partielles et travaille sur les intégrales abéliennes, les formes automorphes et les équations fonctionnelles.
En 1894, Dixon écrit The Elementary Properties of the Elliptic Functions. Certaines fonctions elliptiques (fonctions méromorphes admettant deux périodes) notées cm et sm satisfaisant à l'identité cm(z)3 + sm(z)3 = 1 sont connues sous le nom de fonctions elliptiques de Dixon (en).
L'identité de Dixon est l'une des nombreuses identités étroitement liées entre elles qui impliquent des coefficients binomiaux et des fonctions hypergéométriques.